# Vladislav Lantratov
Vladislav Valerievitch Lantratov (en russe : Владислав Валерьевич Лантратов), né à Moscou le 8 octobre 1988, est un danseur classique russe. Il est premier danseur (équivalent à « étoile » en France) du ballet du Bolchoï et a remporté le prix Benois de la Danse en 2018. Il est deux fois lauréat du Masque d'or, en 2015 et en 2022.

## Biographie
Vladislav Lantratov est né à Moscou dans une famille de danseurs. Il perd sa mère à l'âge de seize ans. Il est diplômé en 2006 de l'Académie de chorégraphie de Moscou et immédiatement reçu après dans la troupe du ballet du théâtre Bolchoï de Moscou, où il danse dans Raymonda, Casse-Noisette et Le Lac des cygnes et a comme répétiteur Mikhaïl Lavrovski et Valery Lagounov.
Dans les années qui suivent, il élargit son répertoire dans des rôles comme Florent dans La Esmeralda, Paris dans Roméo et Juliette et l'oiseau bleu et le prince Fortuné dans La Belle au bois dormant. Il commence en 2011 à danser des rôles plus importants comme Basilio dans Don Quichotte, le prince dans Casse-Noisette et Lucien dans Illusions perdues, et se produit aussi sur de grandes scènes internationales, comme pour le gala en l'honneur de Galina Oulanova à Londres. Ensuite, il danse dans Chroma de Wayne McGregor, Jewels de George Balanchine et La Symphonie classique de Youri Possokhov, tandis qu'en 2013 il danse avec grand succès le rôle titre de la première production au Bolchoï du ballet Onéguine de John Cranko.

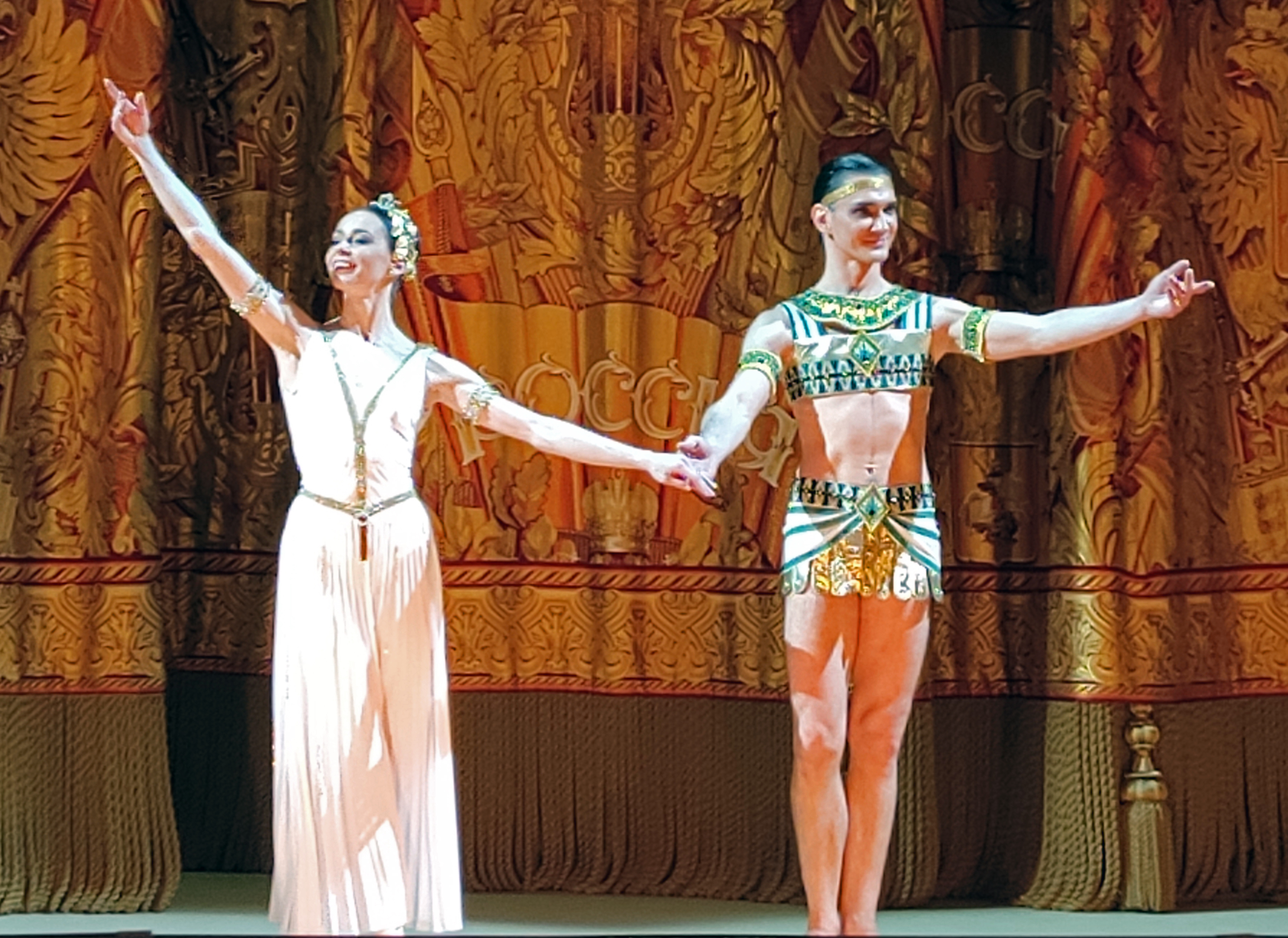
Avec Ekaterina Kryssanova dans La Fille du pharaon au Bolchoï en 2022.

Il interprète dès lors les grands rôles masculins du répertoire du Bolchoï, comme Tybalt et Roméo de Roméo et Juliette, Albert de Giselle, Petrucchio dans La Mégère apprivoisée, Crassus de Spartacus, le prince Désiré de La Belle au bois dormant, Conrad du Corsaire, Solor de La Bayadère, les Rubis et Émeraudes de Jewels et Jean de Brienne de Raymonda. La critique est louangeuse pour son rôle de Rudolf Noureev dans le ballet Noureev, pour lequel il reçoit le prix Benois de la Danse en 2018. En outre, il fait une grande tournée en Italie avec le Bolchoï pendant la saison 2018/2019 où il danse dans La Mégère apprivoisée, Giselle et La Belle au bois dormant au San Carlo de Naples, à l'Opéra de Rome et à la Scala de Milan,.
Il a remporté un grand succès en 2022 au Bolchoï aux côtés d'Ekaterina Kryssanova dans la Fille du pharaon dans la chorégraphie de Pierre Lacotte.

## Quelques grands rôles
- 2016 — Ondine, chorégraphie de V. Samodourov: le fugitif
- 2016 — Roméo et Juliette, version de Iouri Grigorovitch: Tybalt
- 2016 — Jewels de Balanchine, premier rôle dans Rubis (IIe partie)
- 2016 — Le Siècle d'or de Chostakovitch, chorégraphie de Grigorovitch: Boris
- 2016 — La Sylphide, chorégraphie d'Auguste Bournonville dans une nouvelle version de Johan Kobborg: James
- 2017 — Carmen-Suite, chorégraphie d'Alberto Alonso: José
- 2017 — Roméo et Juliette dans la version d'Alexeï Ratmansky: Roméo (création de cette version au Bolchoï)
- 2017 — Noureev, chorégraphie de Iouri Possokhov: Rudolf Noureev: création
- 2018 — deux couples (Artefact-suite sur une musique de Crossman-Hecht et Jean-Sébastien Bach, chorégraphie de William Forsythe)
- 2018 — Petrouchka (Petrouchka, chorégraphie d'E. Clug)
- 2019 — Lord Wilson/Taor (La Fille du pharaon)
- 2019 — Florisel (Winter's Tale de J. Talbot, chorégraphie de Wheeldon): création au Bolchoï (début du IIe acte)

## Distinctions

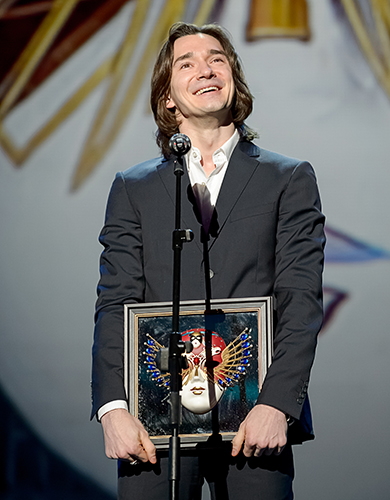
Remise du Masque d'or en 2015.

- 2010 — grand-prix de la jeunesse Triomphe
- 2012 — prix de la revue Ballet « Âme de la danse » (catégorie étoile montante).
- 2014 — «Danseur de l'année»  de la revue italienne DANZA & DANZA (pour son rôle du prince dans Casse-Noisette dans une chorégraphie de Ben Stivenson avec la troupe du ballet «Estonia» en tournée au théâtre La Fenice de Venise et pour le rôle de Solor et d'Onéguine dans les spectacles du Bolchoï.
- 2015 — lauréat du Masque d'or pour son rôle de Petruccio dans La Mégère apprivoisée et « Danseur de l'année » de la revue allemande Tanz.
- 2018 — Prix Benois de la Danse pour son rôlé de Rudolf Noureev dans Noureev de Possokhov au Bolchoï.
- 2022 — lauréat du Masque d'or dans le meilleur rôle masculin dans le rôle de Trigorine de La Mouette au Bolchoï[8].